# Hylaeus flavojugatus
Hylaeus flavojugatus är en biart som först beskrevs av Cockerell 1912.  Hylaeus flavojugatus ingår i släktet citronbin, och familjen korttungebin. Inga underarter finns listade i Catalogue of Life.

## Bildgalleri

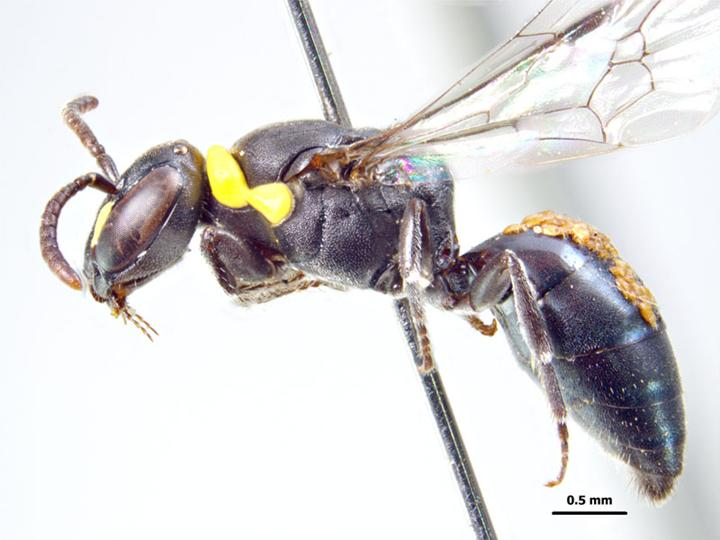